# Radikal 82
Radikal 82 mit der Bedeutung „Haar, Borste“ ist eines von 34 der 214 traditionellen Radikale der chinesischen Schrift, die mit vier Strichen geschrieben werden.
Mit 23 Zeichenverbindungen in Mathews’ Chinese-English Dictionary gibt es relativ wenige Schriftzeichen, die unter diesem Radikal im Lexikon zu finden sind.
Das Radikal „Haar“ nimmt nur in der Langzeichen-Liste traditioneller Radikale, die aus 214 Radikalen besteht, die 82. Position ein. In modernen Kurzzeichen-Wörterbüchern kann es sich an ganz anderer Stelle finden. Im Neuen chinesisch-deutschen Wörterbuch aus der Volksrepublik China steht es zum Beispiel an 111. Stelle.
Als Sinnträger im zusammengesetzten Zeichen stellt 毛 (mao) das Bedeutungsfeld haarige Dinge her, wie in 毡 (zhan = Filzhut), 毯 (tan = Wolldecke), 毫 (hao = feines Härchen) oder verdreifacht 毳 (= Flaum).
Bisweilen fungiert 毛 (mao) als Lautträger wie in 旄 (mao = Fahne in alter Zeit), 髦 (mao in: 时髦 shimao = modern), 耄 (mao = hochbetagt), 蚝 (hao = Auster), 耗 (hao = verbrauchen).
Beim Schreiben ist auf langes Ausziehen des vertikalen Hakenstrichs zu achten, sobald der Radikal die linke untere Eckposition einnimmt wie in 毯 (tan = Wolldecke). 
Dieses Schriftzeichen ist auch der Familienname Mao Zedongs 毛泽东. 

## Schriftzeichenverbindungen, die vom Radikal 82 regiert werden
| Striche | Zeichen                    |
| ------- | -------------------------- |
| +0      | 毛                         |
| +03     | 毜 毝                      |
| +04     | 毞 毟                      |
| +05     | 毠 毡                      |
| +06     | 毢 毣 毤 毥 毦 毧 毨 毩 毪 |
| +07     | 毫 毬 毭 毮                |
| +08     | 毯 毰 毱 毲 毳 毴 毵 毶    |
| +09     | 毷 毸 毹 毺 毻 毼 毽       |
| +10     | 毾                         |
| +11     | 毿 氀 氁 氂                |
| +12     | 氃 氄 氅 氆 氇             |
| +13     | 氈 氉 氊                   |
| +14     | 氋                         |
| +15     | 氌                         |
| +18     | 氍                         |
| +22     | 氎                         |

 Im Unicodeblock Kangxi-Radikale ist das Radikal 82 unter der Codepointnummer 12.113 (U+2F51) codiert.